# Rivière Faucher
Pour les articles homonymes, voir Faucher.
La rivière Faucher est un tributaire du lac Tessier situé sur le versant Sud-Ouest du réservoir Gouin. Cette rivière coule dans la ville de La Tuque, dans la région administrative de la Mauricie, au Québec, au Canada.
La rivière Faucher coule successivement dans les cantons de Buies, de Provancher et de Faucher. La foresterie constitue la principale activité économique de cette vallée ; les activités récréotouristiques, en second grâce au chemin de fer du Canadien National qui passe sur la rive sud du lac Tessier et sur la rive sud du lac Duchamp où est aménagé le village de Clova.
La route 404, reliant le village de Clova à la baie du Sud du lac Bureau (réservoir Gouin) dessert le sud du lac Duchamp et l'ouest du lac Tessier ; cette route relie au sud-est la route 400 laquelle passe au barrage Gouin. Quelques routes forestières secondaires sont en usage à proximité pour la foresterie et les activités récréotouristiques.
La surface de la rivière Faucher est habituellement gelée de la mi-novembre à la fin avril, toutefois la circulation sécuritaire sur la glace se fait généralement du début décembre à la fin de mars.

## Géographie
Les bassins versants voisins de la rivière Faucher sont :
- côté nord : réservoir Gouin, baie Mattawa, rivière Flapjack, baie Adolphe-Poisson, baie Saraana ;
- côté est : lac Tessier, rivière Oskélanéo, lac Oskélanéo, Rivière Mistatikamekw ;
- côté sud : lac des Neiges, lac du Brouillard, rivière Clova, rivière aux Bleuets (rivière Bazin), rivière Tamarac ;
- côté ouest : lac Bull, rivière Tamarac, rivière Flapjack, ruisseau Provancher, rivière Mégiscane.

La rivière Faucher prend naissance à l’embouchure d’un lac non identifié (longueur : 1,9 km ; altitude : 436 m) entouré de marais. L’embouchure de ce lac de tête est située à :
- 6,0 km au nord-ouest du centre du village de Clova ;
- 10,3 km à l'ouest de l’embouchure de la rivière Faucher ;
- 15,9 km au sud-est de l’embouchure du lac Tessier ;
- 22,3 km au sud de l’embouchure de la décharge du lac Tessier ;
- 38,6 km au sud de l’embouchure de la baie Saraana ;
- 65,3 km au sud-est du centre du village de Obedjiwan (situé sur une presqu’île de la rive nord du réservoir Gouin) ;
- 97,8 km sud-ouest du barrage Gouin érigé à l’embouchure du réservoir Gouin (confluence avec la rivière Saint-Maurice)[2].

À partir de l’embouchure du lac de tête, le cours de la rivière Faucher coule sur 30,9 km selon les segments suivants :
- 2,5 km vers le sud notamment en traversant le lac Baril (longueur : 2,7 km ; altitude : 425 m) jusqu’à son embouchure ;
- 5,6 km vers le sud jusqu’à la décharge (venant du sud-ouest) du lac Grégoire, puis vers l’est, jusqu’à la rive ouest du lac Duchamp ;
- 5,3 km vers le nord-est en traversant le lac Duchamp (altitude : 415 m) sur sa pleine longueur, jusqu’à son embouchure ;
- 1,1 km vers l'est en formant une courbe vers le sud-ouest, jusqu’à la rive sud du lac Buies ;
- 6,7 km vers le nord, d’abord en traversant le lac Buies (longueur : 5,2 km ; altitude : 412 m), jusqu’à la limite sud du canton de Provancher ;
- 3,3 km vers le nord-est dans le canton de Provancher et d’Achintre en traversant le lac Jaux (longueur : 3,8 km ; altitude : 410 m), jusqu’à son embouchure ;
- 5,0 km vers le sud en traversant le lac Faucher (longueur : 5,6 km ; altitude : 410 m), jusqu’à son embouchure. Note : le lac Faucher chevauche les cantons d’Achintre et de Faucher ;
- 1,4 km vers l'est dans le canton de Faucher, jusqu’à l'embouchure de la rivière[3].

L’embouchure de la rivière Faucher est localisée à :
- 4,7 km au sud du chemin de fer du Canadien National) lequel passe sur la rive sud du lac Tessier ;
- 12,7 km au sud de l’embouchure du lac Tessier ;
- 21,5 km au sud-est de l’embouchure de la décharge du lac Tessier ;
- 59,9 km au sud du centre du village de Obedjiwan lequel est situé sur une presqu’île de la rive nord du réservoir Gouin ;
- 89 km au sud-est du barrage Gouin ;
- 114 km à l'ouest du centre du village de Wemotaci (rive nord de la rivière Saint-Maurice) ;
- 202,6 km au nord-ouest du centre-ville de La Tuque[2].

L’embouchure de la rivière Faucher conflue avec la rive ouest de la partie sud du lac Tessier. De là, le courant coule sur 170,9 km jusqu’au barrage Gouin, selon les segments suivants :
- 18,3 km vers le nord en traversant le lac Tessier ;
- 17,7 km vers le nord en empruntant la décharge du lac Tessier ;
- 53,0 km vers le nord-est, en traversant la baie Mattawa et la partie ouest du réservoir Gouin jusqu’à la hauteur du village d’Obedjiwan ;
- 81,9 km vers l’est, en traversant le lac Marmette (réservoir Gouin), puis vers le sud-est en traversant notamment le lac Brochu (réservoir Gouin) puis vers l'est en traversant la baie Kikendatch, jusqu’au barrage Gouin.

À partir de ce barrage, le courant emprunte la rivière Saint-Maurice jusqu’à Trois-Rivières.

## Toponymie
Le terme Faucher se réfère à un patronyme de famille d’origine française. Il est associé au canton, au lac et à la rivière.
Le toponyme rivière Faucher a été officialisé le 5 décembre 1968 à la Commission de toponymie du Québec, soit à sa création.